# Tettje Clasina Clay-Jolles
Tettje Clasina Clay-Jolles (Assen, 9 mei 1881 – Amsterdam, 14 april 1972) was een Nederlands natuurkundige en echtgenote van fysicus Jacob Clay.

## Biografie
Tettje Clasina Jolles was de dochter van de Asser burgemeester Maurits Aernoud Diederik Jolles en Eva Dina Halbertsma. Ze had twee oudere zussen, Hester en Leida. In 1893 werd ze de eerste vrouwelijke leerling die werd toegelaten tot het gymnasium in Assen. Na het voltooien van haar opleiding ging ze naar de Universiteit van Groningen terwijl ze dagelijks vanuit Assen met de trein op en neerreisde. In 1903 besloot ze verder te studeren aan de Universiteit van Leiden, maar voltooide haar doctoraalexamen onder Heike Kamerlingh Onnes niet. In 1908 trad ze in het huwelijk met Jacob Clay, een andere student van Kamerlingh Onnes. Vanaf dat moment wijde ze zich aan de opvoeding van hun drie kinderen.
In 1920 vergezelde Clay-Jolles en haar kinderen haar man naar Bandung in Nederlands-Indië waar hij werd benoemd tot professor natuurkunde aan de nieuwe Technische Hoogeschool te Bandoeng. Daar werkte ze als assistent van haar man in het natuurkunde laboratorium en voerden ze metingen uit naar de intensiteit van atmosferische straling. Dit werk leidde tot belangrijke inzichten in het begrijpen van de aard van kosmische straling. Een andere gebied van hun onderzoek betrof straling in het ultraviolete zonnespectrum, en dan met name dat de intensiteit ervan varieert naargelang de breedte-graad.
In 1929 keerde het gezin terug naar Nederland waar Jacob professor experimentele natuurkunde werd aan de Universiteit van Amsterdam. Hoewel ze in Nederland niet publiekelijk wetenschappelijk actief was bleef ze jarenlang de steun en toeverlaat van haar echtgenoot. Ze overleed in 1972 te Amsterdam.